# 金川県 (吉林省)
金川県（きんせん-けん）は中華人民共和国吉林省にかつて存在した県。現在の通化市輝南県南東部に相当する。
1926年（民国15年）に設置された金川設治局を前身とする。1928年（民国17年）に金川県に改編された。満州国時代になると1937年（康徳4年）に廃止され、管轄地域は輝南県に統合された。